# Cantonul Dainville
Cantonul Dainville este un canton din arondismentul Arras, departamentul Pas-de-Calais, regiunea Nord-Pas-de-Calais, Franța.

## Comune
| Comune                     | Populație (1999) | Cod poștal | Cod INSEE |
| -------------------------- | ---------------- | ---------- | --------- |
| Acq                        | 502              | 62144      | 62007     |
| Anzin-Saint-Aubin          | 2 470            | 62223      | 62037     |
| Dainville                  | 5 392            | 62000      | 62263     |
| Duisans                    | 1 091            | 62161      | 62279     |
| Écurie                     | 297              | 62223      | 62290     |
| Étrun                      | 326              | 62161      | 62320     |
| Marœuil                    | 2 509            | 62161      | 62557     |
| Mont-Saint-Éloi            | 1 018            | 62144      | 62589     |
| Roclincourt                | 748              | 62223      | 62714     |
| Sainte-Catherine-lès-Arras | 3 017            | 62223      | 62744     |